# Abraxas chrysostrota
Abraxas chrysostrota är en fjärilsart som beskrevs av Rayner 1909. Abraxas chrysostrota ingår i släktet Abraxas och familjen mätare. Inga underarter finns listade i Catalogue of Life.